# Pteromalus crassicornis
Pteromalus crassicornis är en stekelart som beskrevs av Zetterstedt 1838. Pteromalus crassicornis ingår i släktet Pteromalus och familjen puppglanssteklar. Enligt den finländska rödlistan är arten otillräckligt studerad i Finland. Arten är reproducerande i Sverige. Inga underarter finns listade i Catalogue of Life.